# Somacantha kalolohai
Somacantha kalolohai är en insektsart som beskrevs av Nicolas Cliquennois 2008. Somacantha kalolohai ingår i släktet Somacantha och familjen Anisacanthidae. Inga underarter finns listade i Catalogue of Life.